# Thời kỳ đồ gốm Vô Văn
Thời kỳ đồ gốm Vô Văn hay Thời kỳ đồ gốm Mumun là một thời đại khảo cổ học ở Triều Tiên thời tiền sử có niên đại khoảng 1500-300 TCN Thời đại này được đặt tên theo các loại nồi nấu bằng gốm vốn được tạo tác trong suốt thời kỳ này, đặc biệt là giai đoạn 850-550 TCN.
Thời kỳ Mumun được biết đến nhờ kỹ thuật thâm canh và các xã hội phức tạp ở cả bán đảo Triều Tiên và quần đảo Nhật Bản. Thời kỳ này đôi khi được gọi là "Thời đại đồ đồng Triều Tiên", sau khi Christian Jürgensen Thomsen sáng tạo ra hệ thông phân loại ba thời đại lịch sử nhân loại trong thế kỷ 19. Tuy nhiên việc đặt tên như vậy không hoàn toàn chính xác do khu vực này chỉ bắt đầu chế tạo đồ đồng từ cuối thế kỷ 8 TCN, đồ đồng cũng rất hiếm. Sự bùng nổ trong khai quật các hiện vật thời kỳ Mumun vào giữa thập niên 1990 đã tăng thêm kiến thức về thời kỳ mang tính định hình thời tiền sử ở Đông Á.